# Демченко, Владимир Витальевич
Влади́мир Вита́льевич Де́мченко (укр. Володимир Віталійович Демченко; род. 16 апреля 1981, Днепропетровск) — украинский легкоатлет, специалист по бегу на короткие дистанции. Выступал за сборную Украины по лёгкой атлетике в 2000-х годах, чемпион Универсиады в Тэгу, победитель и призёр первенств национального значения, участник летних Олимпийских игр в Афинах. Мастер спорта Украины международного класса.

## Биография
Владимир Демченко родился 16 апреля 1981 года в Днепропетровске.
Начал заниматься бегом в 1996 году в местной секции, позже представлял Вооружённые силы Украины. Окончил Днепропетровский государственный институт физической культуры и спорта (2003) и Национальный университет государственной налоговой службы Украины (2007).
Впервые заявил о себе на международном уровне в сезоне 2003 года, когда вошёл в состав украинской национальной сборной и выступил на молодёжном европейском первенстве в Быдгоще, где в зачёте бега на 400 метров установил свой личный рекорд 46,05 и стал в финале пятым. Будучи студентом, представлял Украину на Универсиаде в Тэгу — в индивидуальном беге на 400 метров финишировал в финале пятым, тогда как в эстафете 4 × 400 метров превзошёл всех соперников и завоевал золото.
Благодаря череде удачных выступлений удостоился права защищать честь страны на летних Олимпийских играх 2004 года в Афинах — в программе эстафеты 4 × 400 метров вместе с соотечественниками Михаилом Кнышем, Евгением Зюковым и Андреем Твердоступом на предварительном квалификационном этапе показал результат 3:04,01, чего оказалось недостаточно для выхода в финал.
После афинской Олимпиады Демченко остался действующим спортсменом и продолжил принимать участие в крупнейших международных стартах. Так, в 2005 году он отметился выступлением на чемпионате Европы в помещении в Мадриде, показав в финале 400-метровой дисциплины пятый результат.
В 2006 году стартовал в эстафете 4 × 400 метров на чемпионате мира в помещении в Москве, установил национальный рекорд Украины в данной дисциплине (3:09,46), но предварительный квалификационный этап не преодолел.
Завершил спортивную карьеру по окончании сезона 2012 года.
За выдающиеся спортивные достижения удостоен почётного звания «Мастер спорта Украины международного класса» (2003).